# Fritz Brun (Musiker)
Fritz Brun (* 18. August 1878 in Luzern; † 29. November 1959 in Grosshöchstetten) war ein Schweizer Komponist, Pianist und Dirigent.

## Leben und Wirken
Fritz Brun absolvierte das Gymnasium in Luzern und erhielt regelmässigen Klavierunterricht. Von 1896 bis 1901 studierte er am Kölner Konservatorium bei Arno Kleffel Musiktheorie, bei Franz Wüllner Komposition und Dirigat sowie bei Max van de Sandt Klavier. 1897 erhielt Brun dank den Komponisten Friedrich Hegar und Hans Huber ein Stipendium. In Köln schloss Brun Freundschaft mit Volkmar Andreae, der ebenfalls in Köln studierte, in Gaienhofen mit Hermann Hesse. Die Freundschaft zu Othmar Schoeck und die Auseinandersetzung mit dessen Werk widerspiegeln sich in der Instrumentierung dreier Lieder des Kollegen (Auf meines Kindes Tod, Die drei Zigeuner, Jugendgedenken). 1901–1902 folgte eine Anstellung bei Prinz Georg von Preussen in Berlin als Privatmusiker. Nach dem Tod des Prinzen im Mai 1902 hielt sich Brun kurz in London auf und schlug sich als Korrepetitor und Kammermusiker durch. Im Oktober 1902 übernahm er eine Stelle als Klavier- und Theorielehrer am Konservatorium von Dortmund. Zudem war er Italienischlehrer für Sänger.
1903 wurde Brun Klavierlehrer an der Musikschule Bern.
1909 bis 1941 war er Dirigent der Sinfoniekonzerte der Bernischen Musikgesellschaft. Zudem übernahm er die Leitung des «Cäcilienvereins» und der «Berner Liedertafel». Mit diesen Chören unternahm Brun auch Konzertreisen ins angrenzende Ausland. Volkmar Andreae brachte Bruns zweite, vierte, fünfte und neunte Symphonie zur Uraufführung, Hermann Scherchen die sechste, siebte und achte Symphonie in Winterthur.
Im Frühjahr 1911 begleitete er Hermann Hesse auf einer Italienreise. 1912 heiratete Brun Hanna Rosenmund. Mit ihr hatte er drei Kinder.
Von 1926 bis 1940 war er Vizepräsident der schweizerischen Musik-Gesellschaft Tonkünstlerverein.
Am 13. November 1862 wurde der Cäcilienverein der Stadt Bern von Walther Munzinger und Gleichgesinnten gegründet. Die Jubiläumskonzerte für das 75-jährige Bestehen des Vereins wurden unter der Leitung von Fritz Brun im November 1937 durchgeführt.
Auf das Ende der Saison 1940/1941 legte Brun alle öffentlichen Ämter nieder und zog in das Dorf Morcote (Kanton Tessin) am Luganersee, um sich ganz dem Komponieren zu widmen. Dort lebte er in der «Villa Indipendenza». 1958 wurde Brun mit dem Musikpreis der Stadt Luzern ausgezeichnet.
Brun starb in Grosshöchstetten. Seine Asche wurde in Grindelwald begraben, wo er besonders gern wanderte.

## Werke
Brun komponierte zehn Sinfonien, verschiedene Orchesterwerke (Aus dem Buche Hiob, 1906; Symphonischer Prolog, 1944; Ouvertüre zu einer Jubiläumsfeier, 1950; Rhapsodie, 1957), ein Klavier-, ein Cellokonzert, Variationen über ein eigenes Thema für Streichorchester und Klavier (1944), Divertimento für Klavier und Streicher, zwei Werke für Chor und Orchester, vier Streichquartette, zwei Violinsonaten, Chormusik und Lieder.
Der Tonfall von Bruns Symphonien reicht vom Verbissenen bis zum Koboldhaften, vom Leichten bis zum Schwerblütig-Dräuenden. Sie entstanden zwischen 1901 und 1953, die vierte bis achte zwischen den späten 1920er und frühen 1940er Jahren. Der Klanggestus wurde gelöster und heller.
Zu Lebzeiten des Komponisten setzten sich Dirigenten wie Volkmar Andreae, Hermann Scherchen, Carl Schuricht, Felix Weingartner, Robert F. Denzler und Paul Sacher für Bruns Werke ein.
Die Erben von Fritz Brun und private Sponsoren finanzierten die erste vollständige Einspielung von Bruns Orchesterwerken auf CD; die letzte Einzelveröffentlichung erschien 2016 (Label: Guildmusic). Die Leitung dieses Gesamtprojektes hatte der Zürcher Dirigent, Komponist, Musikforscher und Arrangeur Adriano; er dirigierte dabei das Moscow Symphony Orchestra und das Bratislava Symphony Orchestra. Sie erschienen im April 2019 als Komplettbox bei Brilliant Classics.